# Composition des équipes féminines de handball aux Jeux olympiques d'été de 2016
Cet article liste la composition des équipes féminines de handball aux Jeux olympiques d'été de 2016, qui ont eu lieu à Rio de Janeiro du 6 août au 20 août 2016.

## Remarques
L'âge, le nombre de sélections et le nombre de buts sont en date du 6 août 2016, date de début de la compétition. Quant au club, il s'agit en principe de celui pour la saison 2016-2017.

## Équipes

### France
Remarques :
- Marie Prouvensier a été appelée au stade des quarts de finale pour pallier la blessure de Blandine Dancette[14].
- Tamara Horacek, qui était la quinzième joueuse[13], a remplacé Chloé Bulleux pour la finale.
- En plus de Prouvensier et Horacek, deux autres joueuses ont participé à la phase de préparation : la gardienne de but Julie Foggea et l'ailière gauche Coralie Lassource[15].

### Russie
Remarque : Tatiana Erokhina a été appelée en phase de poule pour pallier la blessure d'Anna Sedoïkina.